# Wings HC Arlanda
Der Wings HC Arlanda ist ein 1973 gegründeter schwedischer Eishockeyklub aus Märsta. Die Mannschaft spielt in der Hockeyettan.

## Geschichte
Der Verein entstand 1973 durch die Fusion der Eishockeyklubs Rosersberg und Arlanda. Während der ersten zwei Jahrzehnte spielte der Verein daher in Anlehnung an die beiden Fusionsvereine als RA-73. Im Jahr 1992 erfolgte die Umbenennung in Arlanda Wings HC, 2008 wurde der Name in Wings HC Arlanda abgeändert. Dieser wurde in Anlehnung an den in der Nähe liegenden Flughafen Stockholm/Arlanda gewählt.
Während der 1990er Jahre nahm die Herrenmannschaft der Wings mehrfach an der damals noch zweitklassigen Division 1 teil. Seit der Jahrtausendwende hat sich die Mannschaft zunächst in der mittlerweile drittklassigen Division 1 etabliert, stieg aber 2018 in die viertklassige Division 2 ab.
2019 gelang der Wiederaufstieg in die nun Hockeyettan genannte dritte Spielklasse.

## Bekannte ehemalige Spieler
- Björn Danielsson
- Anders Huusko
- Erik Huusko
- Ulf Isaksson
- Tony Mårtensson
- Daniel Rudslätt